# Arpurivier
Arpurivier (Zweeds- Fins: Arpujoki; Samisch: Árbujohka) is een rivier annex beek, die stroomt in de Zweedse  gemeente Kiruna. De rivier ontstaat op de noordelijke helling van de berg Arpuberg. Ze stroomt naar het oosten door het Arpumeer. Na circa zeven kilometer stroomt ze de Suvirivier in.
Afwatering: Arpurivier →  Suvirivier →  Könkämärivier →  Muonio → Torne → Botnische Golf